# 盤浦駅

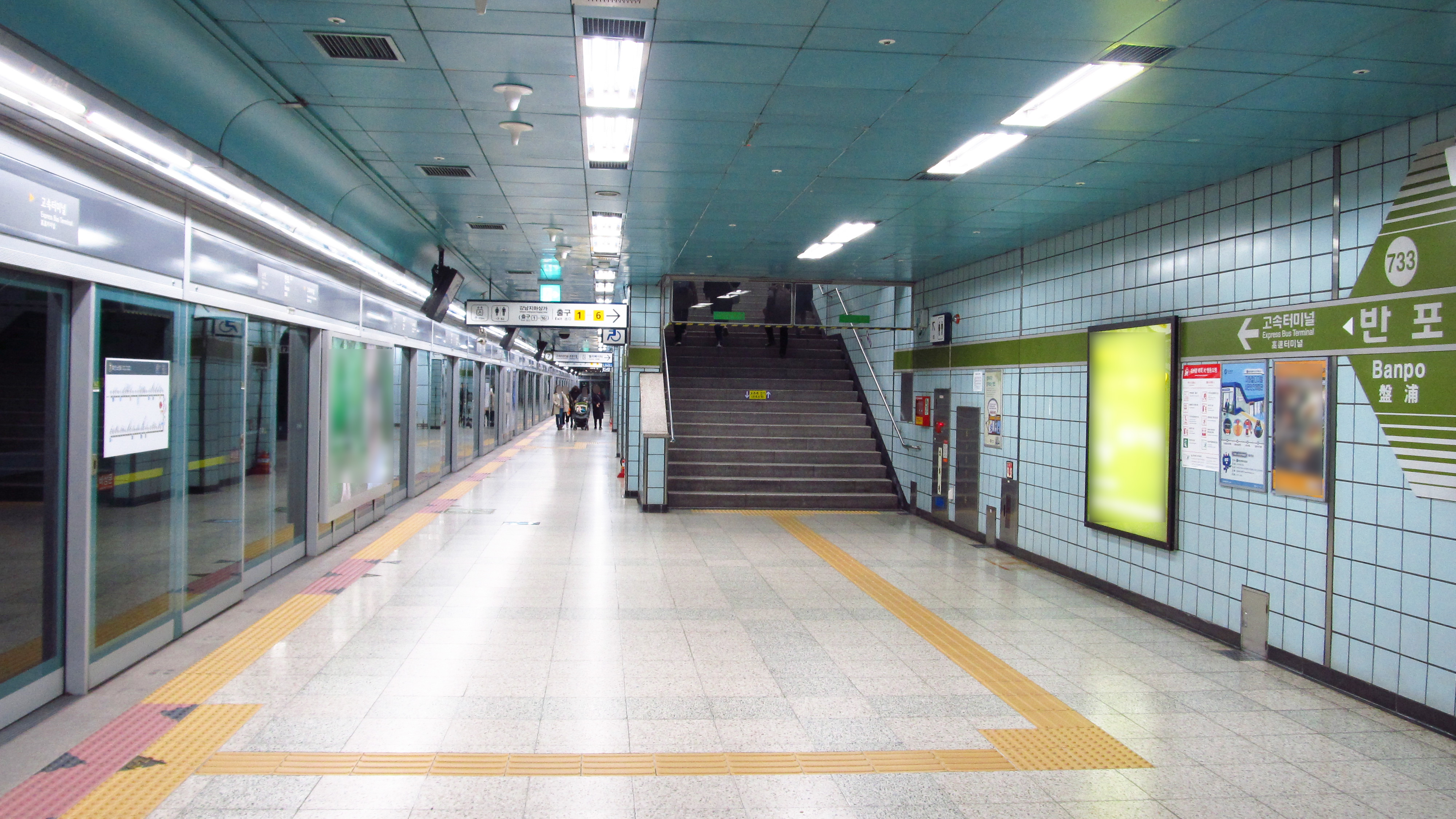
ホーム（2018年11月撮影）

盤浦駅（パンポえき）は大韓民国ソウル特別市瑞草区蚕院洞にある、ソウル交通公社7号線の駅。駅番号は(733)。

## 駅構造
相対式ホーム2面2線を有する地下駅で、フルスクリーンタイプのホームドアが設置されている。改札階に通じる階段はホーム1面につき2ヶ所、エレベータは1基ずつある。
改札口は1ヶ所あり、化粧室は改札外にある。また、改札内にソウル地下鉄警察隊盤浦出張所へ通じる階段がある。
出入口は1番から6番までの合計6ヶ所ある。

### のりば
- 案内上ののりば番号は設定されていない。

| 上り | 7号線 | 建大入口・蘆原・道峰山・長岩方面     |
| 下り | 7号線 | 高速ターミナル・梨水・大林・温水方面 |

## 利用状況
近年の一日平均利用人員推移は下記のとおり。なお、2000年は開業日の8月1日から12月31日までの153日間の平均である。
| 路線  | 路線     | 2000年 | 2001年 | 2002年 | 2003年 | 2004年 | 2005年 | 2006年 | 2007年 | 2008年 | 2009年 | 出典  |
| ----- | -------- | ------ | ------ | ------ | ------ | ------ | ------ | ------ | ------ | ------ | ------ | ----- |
| 7号線 | 乗車人員 | 3,841  | 4,730  | 5,367  | 5,592  | 5,662  | 5,637  | 5,157  | 5,406  | 5,541  | 6,459  | [ 1 ] |
| 7号線 | 降車人員 | 3,507  | 4,321  | 4,755  | 4,978  | 5,032  | 5,002  | 4,541  | 4,747  | 4,942  | 5,941  | [ 1 ] |
| 7号線 | 乗降人員 | 7,348  | 9,051  | 10,122 | 10,570 | 10,694 | 10,639 | 9,698  | 10,153 | 10,482 | 12,400 | [ 1 ] |
| 路線  | 路線     | 2010年 | 2011年 | 2012年 | 2013年 | 2014年 | 2015年 |        |        |        |        | [ 1 ] |
| 7号線 | 乗車人員 | 6,555  | 6,637  | 6,489  | 6,746  | 6,815  | 6,481  |        |        |        |        | [ 1 ] |
| 7号線 | 降車人員 | 6,184  | 6,227  | 6,127  | 6,320  | 6,399  | 6,190  |        |        |        |        | [ 1 ] |
| 7号線 | 乗降人員 | 12,739 | 12,864 | 12,616 | 13,066 | 13,214 | 12,671 |        |        |        |        | [ 1 ] |

## 駅周辺
周辺は住宅街である。
- 砂平駅
- GS盤浦Xiアパート（旧.盤浦住公3団地アパート）
- 京釜高速道路蚕院インターチェンジ・盤浦インターチェンジ
- 江南教保タワー
- ソウル高速バスターミナル
- ニューコアアウトレット江南店
- 東亜アパート
- 漢新11・17・20・21次アパート
- 京院中学校
- 江南ターミナル地下ショッピングセンター
- 円村中学校
- 円村初等学校

## 歴史
- 2000年8月1日 - 開業。

## 隣の駅
ソウル交通公社
 7号線
論峴駅 (732) - 盤浦駅 (733) - 高速ターミナル駅 (734)